# Dzmitryj Łoban
Dzmitryj Walancinawicz Łoban (biał. Дзмітрый Валянцінавіч Лобан, ros. Дмитрий Валентинович Лобан, Dmitrij Walentinowicz Łoban, ur. 3 maja 1981 w Lachowiczach) – białoruski niepełnosprawny biegacz narciarski i biathlonista, trzykrotny medalista paraolimpijski (2010, 2018), dwukrotny medalista mistrzostw świata (2017).

## Życiorys
W wieku szkolnym zaczął uprawiać narciarstwo. W wieku 22 lat uległ wypadkowi, w którym utracił obie nogi. W 2007 roku zaczął uprawiać narciarstwo osób niepełnosprawnych, a już w 2008 roku zadebiutował w seniorskich zawodach.
Trzykrotnie uczestniczył w zimowych igrzyskach paraolimpijskich. W swoim debiucie, podczas igrzysk w Vancouver, zdobył brązowy medal w biegu narciarskim na 10 km na siedząco. W sprincie zajął siódme miejsce, a w biegu na 15 km był jedenasty. Podczas kolejnych igrzysk paraolimpijskich, w 2014 roku w Soczi, wystartował w konkurencjach biegowych i biathlonowych. W biathlonie zajął szóste miejsce w biegu na 7,5 km, siódme na 15 km i ósme na 12,5 km. W biegach narciarskich był 11. w biegu na 10 km i 13. w sprincie. Na igrzyskach w Pjongczangu zdobył srebrny medal w biegach narciarskich w sprincie, a w biegu na 7,5 km był dziesiąty. Srebro wywalczył także w biathlonowym biegu na 7,5 km. W pozostałych startach w biathlonie był szósty na 12,5 km i dziesiąty na 15 km.
W 2009, 2011, 2013 i 2017 roku uczestniczył w mistrzostwach świata w narciarstwie klasycznym osób niepełnosprawnych. W 2009 roku w Vuokatti zajął czwarte miejsce w biegu narciarskim na siedząco na 10 km oraz piąte pozycje w sprincie i biegu na 15 km. W 2011 roku w Chanty-Mansyjsku był ósmy w sprincie i jedenasty w biegu na 10 km, a także ósmy w biathlonowym biegu na 7,5 km na siedząco i dziesiąty na 12,5 km. W 2013 roku w Sollefteå w biegach narciarskich był dwukrotnie dziesiąty – w sprincie i biegu na 10 km oraz piętnasty na 15 km, natomiast w biathlonie zajął piąte miejsce na 15 km, szóste na 7,5 km i 21. na 12,5 km.
W 2017 roku w Finsterau zdobył srebrny medal w biegu indywidualnym na 7,5 km na siedząco i brązowy w sztafecie mieszanej. W biegu indywidualnym na 15 km zajął szóstą pozycję, a w sprincie był 12., kończąc rywalizację na półfinałach. Brał również udział w konkurencjach biathlonowych – w biegu indywidualnym na 15 km zajął szóstą pozycję, w sprincie był siódmy, a w biegu na 12,5 km ósmy.